# Теутеу (комуна)
Теутеу (рум. Tăuteu) — комуна у повіті Біхор в Румунії. До складу комуни входять такі села (дані про населення за 2002 рік):
- Боджей (1428 осіб)
- Кірібіш (778 осіб)
- Пояна (263 особи)
- Теутеу (1121 особа) — адміністративний центр комуни
- Чутелек (898 осіб)

Комуна розташована на відстані 428 км на північний захід від Бухареста, 38 км на північний схід від Ораді, 110 км на північний захід від Клуж-Напоки.

## Населення
За даними перепису населення 2002 року у комуні проживали 4488 осіб.
Національний склад населення комуни:
| Національність | Кількість осіб | Відсоток |
| -------------- | -------------- | -------- |
| румуни         | 2494           | 55,6%    |
| угорці         | 1269           | 28,3%    |
| цигани         | 652            | 14,5%    |
| словаки        | 57             | 1,3%     |
| німці          | 16             | 0,4%     |

Рідною мовою назвали:
| Мова      | Кількість осіб | Відсоток |
| --------- | -------------- | -------- |
| румунська | 2832           | 63,1%    |
| угорська  | 1286           | 28,7%    |
| циганська | 306            | 6,8%     |
| словацька | 56             | 1,2%     |
| німецька  | 8              | 0,2%     |

Склад населення комуни за віросповіданням:
| Релігія                             | Кількість осіб | Відсоток |
| ----------------------------------- | -------------- | -------- |
| православні                         | 2576           | 57,4%    |
| реформати                           | 1042           | 23,2%    |
| п'ятдесятники                       | 461            | 10,3%    |
| римо-католики                       | 251            | 5,6%     |
| баптисти                            | 71             | 1,6%     |
| греко-католики                      | 29             | 0,6%     |
| адвентисти                          | 24             | 0,5%     |
| не релігійні                        | 6              | 0,1%     |
| лютерани (Аугсбурзького сповідання) | 1              | < 0,1%   |
| не вказали релігію                  | 1              | < 0,1%   |